# Mistrzostwa Europy w Amp Futbolu 2017
Mistrzostwa Europy w Amp Futbolu 2017 – druga oficjalna (pierwsza organizowana przez European Amputee Football Federation) edycja ampfutbolowych mistrzostw kontynentu, która odbyła się w Stambule w dniach 1-10 października 2017. Jego zwycięzcą została reprezentacja Turcji, która pokonała w finale Anglię 1-0. Trzecie miejsce zdobyła Polska. Wszystkie spotkania turnieju odbyły się na terenie kompleksu TFF Riva Facility, z wyjątkiem meczu finałowego który rozegrano na Vodafone Arena.

## Uczestnicy

### Podział na koszyki
W mistrzostwach udział wzięło 12 drużyn, które przed losowaniem podzielono na 4 koszyki.
| Koszyk 1                                       | Koszyk 2                      | Koszyk 3                      | Koszyk 4                   |
| ---------------------------------------------- | ----------------------------- | ----------------------------- | -------------------------- |
| - Turcja (gospodarz turnieju) - Rosja - Polska | - Anglia - Hiszpania - Włochy | - Niemcy - Irlandia - Francja | - Belgia - Grecja - Gruzja |

W wyniku losowania, które odbyło się 19 sierpnia 2017 roku dokonano podziału na trzy czterozespołowe grupy.
| Grupa A                                                     | Grupa B                              | Grupa C                              |
| ----------------------------------------------------------- | ------------------------------------ | ------------------------------------ |
| - Turcja (gospodarz turnieju) - Hiszpania - Niemcy - Gruzja | - Polska - Włochy - Francja - Belgia | - Rosja - Anglia - Irlandia - Grecja |

## Mecze

### Faza grupowa

#### Grupa A
| 2 października 2017 17:00 (UTC+03:00) | Turcja | 7:0 | Niemcy | Turcja, Riva, Hasan Doğan Millî Takımlar Kamp ve Eğitim Tesisleri · |
|                                       |        |     |        |                                                                     |

| 3 października 2017 11:00 (UTC+03:00) | Hiszpania | 4:0 | Gruzja | Turcja, Riva, Hasan Doğan Millî Takımlar Kamp ve Eğitim Tesisleri · |
|                                       |           |     |        |                                                                     |

| 4 października 2017 10:30 (UTC+03:00) | Hiszpania | 2:1 | Niemcy | Turcja, Riva, Hasan Doğan Millî Takımlar Kamp ve Eğitim Tesisleri · |
|                                       |           |     |        |                                                                     |

| 4 października 2017 18:00 (UTC+03:00) | Turcja | 9:0 | Gruzja | Turcja, Riva, Hasan Doğan Millî Takımlar Kamp ve Eğitim Tesisleri · |
|                                       |        |     |        |                                                                     |

| 5 października 2017 13:00 (UTC+03:00) | Niemcy | 1:1 | Gruzja | Turcja, Riva, Hasan Doğan Millî Takımlar Kamp ve Eğitim Tesisleri · |
|                                       |        |     |        |                                                                     |

| 5 października 2017 18:00 (UTC+03:00) | Turcja | 4:0 | Hiszpania | Turcja, Riva, Hasan Doğan Millî Takımlar Kamp ve Eğitim Tesisleri · |
|                                       |        |     |           |                                                                     |

| Zespół    | Pkt | M | W | R | P | Br+ | Br− | +/− |
| --------- | --- | - | - | - | - | --- | --- | --- |
| Turcja    | 9   | 3 | 3 | 0 | 0 | 20  | 0   | +20 |
| Hiszpania | 6   | 3 | 2 | 0 | 1 | 6   | 5   | +1  |
| Niemcy    | 1   | 3 | 0 | 1 | 2 | 1   | 9   | -8  |
| Gruzja    | 1   | 3 | 0 | 1 | 2 | 1   | 14  | -13 |

#### Grupa B
| 3 października 2017 12:30 (UTC+03:00) | Polska | 5:1 | Francja | Turcja, Riva, Hasan Doğan Millî Takımlar Kamp ve Eğitim Tesisleri · |
|                                       |        |     |         |                                                                     |

| 3 października 2017 14:00 (UTC+03:00) | Włochy | 4:0 | Belgia | Turcja, Riva, Hasan Doğan Millî Takımlar Kamp ve Eğitim Tesisleri · |
|                                       |        |     |        |                                                                     |

| 4 października 2017 13:30 (UTC+03:00) | Włochy | 0:0 | Francja | Turcja, Riva, Hasan Doğan Millî Takımlar Kamp ve Eğitim Tesisleri · |
|                                       |        |     |         |                                                                     |

| 4 października 2017 15:00 (UTC+03:00) | Polska | 4:0 | Belgia | Turcja, Riva, Hasan Doğan Millî Takımlar Kamp ve Eğitim Tesisleri · |
|                                       |        |     |        |                                                                     |

| 5 października 2017 10:30 (UTC+03:00) | Francja | 3:0 | Belgia | Turcja, Riva, Hasan Doğan Millî Takımlar Kamp ve Eğitim Tesisleri · |
|                                       |         |     |        |                                                                     |

| 5 października 2017 15:00 (UTC+03:00) | Polska | 3:0 | Włochy | Turcja, Riva, Hasan Doğan Millî Takımlar Kamp ve Eğitim Tesisleri · |
|                                       |        |     |        |                                                                     |

| Zespół  | Pkt | M | W | R | P | Br+ | Br− | +/− |
| ------- | --- | - | - | - | - | --- | --- | --- |
| Polska  | 9   | 3 | 3 | 0 | 0 | 12  | 1   | +11 |
| Włochy  | 4   | 3 | 1 | 1 | 1 | 4   | 3   | +1  |
| Francja | 4   | 3 | 1 | 1 | 1 | 5   | 5   | 0   |
| Belgia  | 0   | 3 | 0 | 0 | 3 | 0   | 12  | -12 |

#### Grupa C
| 3 października 2017 15:30 (UTC+03:00) | Anglia | 8:0 | Grecja | Turcja, Riva, Hasan Doğan Millî Takımlar Kamp ve Eğitim Tesisleri · |
|                                       |        |     |        |                                                                     |

| 3 października 2017 17:00 (UTC+03:00) | Rosja | 2:0 | Irlandia | Turcja, Riva, Hasan Doğan Millî Takımlar Kamp ve Eğitim Tesisleri · |
|                                       |       |     |          |                                                                     |

| 4 października 2017 12:00 (UTC+03:00) | Rosja | 10:0 | Grecja | Turcja, Riva, Hasan Doğan Millî Takımlar Kamp ve Eğitim Tesisleri · |
|                                       |       |      |        |                                                                     |

| 4 października 2017 16:30 (UTC+03:00) | Anglia | 1:0 | Irlandia | Turcja, Riva, Hasan Doğan Millî Takımlar Kamp ve Eğitim Tesisleri · |
|                                       |        |     |          |                                                                     |

| 5 października 2017 12:00 (UTC+03:00) | Irlandia | 4:0 | Grecja | Turcja, Riva, Hasan Doğan Millî Takımlar Kamp ve Eğitim Tesisleri · |
|                                       |          |     |        |                                                                     |

| 5 października 2017 16:30 (UTC+03:00) | Rosja | 0:1 | Anglia | Turcja, Riva, Hasan Doğan Millî Takımlar Kamp ve Eğitim Tesisleri · |
|                                       |       |     |        |                                                                     |

| Zespół   | Pkt | M | W | R | P | Br+ | Br− | +/− |
| -------- | --- | - | - | - | - | --- | --- | --- |
| Anglia   | 9   | 3 | 3 | 0 | 0 | 10  | 0   | +10 |
| Rosja    | 6   | 3 | 2 | 0 | 1 | 12  | 1   | +11 |
| Irlandia | 3   | 3 | 1 | 0 | 2 | 4   | 3   | +1  |
| Grecja   | 0   | 3 | 0 | 0 | 3 | 0   | 22  | -22 |

#### Ranking drużyn z trzecich miejsc
| Grupa | Zespół   | Pkt | M | W | R | P | Br+ | Br− | +/− |
| ----- | -------- | --- | - | - | - | - | --- | --- | --- |
| B     | Francja  | 4   | 3 | 1 | 1 | 1 | 5   | 5   | 0   |
| C     | Irlandia | 3   | 3 | 1 | 0 | 2 | 4   | 3   | +1  |
| A     | Niemcy   | 1   | 3 | 0 | 1 | 2 | 1   | 9   | -8  |

### Faza finałowa

#### o miejsca 9-12
| 7 października 2017 | Gruzja | 5:2 | Belgia | Turcja, Riva, Hasan Doğan Millî Takımlar Kamp ve Eğitim Tesisleri · |
|                     |        |     |        |                                                                     |

| 7 października 2017 | Niemcy | 2:1 | Grecja | Turcja, Riva, Hasan Doğan Millî Takımlar Kamp ve Eğitim Tesisleri · |
|                     |        |     |        |                                                                     |

| 8 października 2017 | Grecja | 0:4 | Gruzja | Turcja, Riva, Hasan Doğan Millî Takımlar Kamp ve Eğitim Tesisleri · |
|                     |        |     |        |                                                                     |

| 8 października 2017 | Belgia | 1:1 | Niemcy | Turcja, Riva, Hasan Doğan Millî Takımlar Kamp ve Eğitim Tesisleri · |
|                     |        |     |        |                                                                     |

| 9 października 2017 | Grecja | 0:0 | Belgia | Turcja, Riva, Hasan Doğan Millî Takımlar Kamp ve Eğitim Tesisleri · |
|                     |        |     |        |                                                                     |

| 9 października 2017 | Gruzja | 2:5 | Niemcy | Turcja, Riva, Hasan Doğan Millî Takımlar Kamp ve Eğitim Tesisleri · |
|                     |        |     |        |                                                                     |

| Zespół | Pkt | M | W | R | P | Br+ | Br− | +/− |
| ------ | --- | - | - | - | - | --- | --- | --- |
| Niemcy | 7   | 3 | 2 | 1 | 0 | 8   | 4   | +4  |
| Gruzja | 6   | 3 | 2 | 0 | 1 | 11  | 7   | +4  |
| Belgia | 2   | 3 | 0 | 2 | 1 | 3   | 6   | -3  |
| Grecja | 1   | 3 | 0 | 1 | 2 | 1   | 6   | -5  |

#### Drabinka
|  | Ćwierćfinały | Ćwierćfinały | Ćwierćfinały |           |    | Półfinały | Półfinały | Półfinały |  |  | Finał | Finał | Finał |  |
|  |              |              |              |           |    |           |           |           |  |  |       |       |       |  |
|  | A1           | Turcja       | 2            |           |    |           |           |           |  |  |       |       |       |  |
|  | A1           | Turcja       | 2            |           |    |           |           |           |  |  |       |       |       |  |
|  | C2           | Rosja        | 1            |           |    |           |           |           |  |  |       |       |       |  |
|  | C2           | Rosja        | 1            |           | A1 | Turcja    | 2         |           |  |  |       |       |       |  |
|  |              |              |              |           | A1 | Turcja    | 2         |           |  |  |       |       |       |  |
|  |              |              | B2           | Polska    | 0  |           |           |           |  |  |       |       |       |  |
|  | B1           | Polska       | B2           | Polska    | 0  | 5         |           |           |  |  |       |       |       |  |
|  | B1           | Polska       |              |           |    |           |           |           |  |  |       |       |       |  |
|  | C3           | Irlandia     | 0            |           |    |           |           |           |  |  |       |       |       |  |
|  | C3           | Irlandia     | 0            |           | A1 | Turcja    | 2         |           |  |  |       |       |       |  |
|  |              |              |              |           |    |           |           |           |  |  |       |       |       |  |
|  |              |              | C1           | Anglia    | 1  |           |           |           |  |  |       |       |       |  |
|  | C1           | Anglia       | C1           | Anglia    | 1  | 2         |           |           |  |  |       |       |       |  |
|  | C1           | Anglia       |              |           |    |           |           |           |  |  |       |       |       |  |
|  | B3           | Francja      | 0            |           |    |           |           |           |  |  |       |       |       |  |
|  | B3           | Francja      | 0            |           | C1 | Anglia    | 3         |           |  |  |       |       |       |  |
|  |              |              |              |           | C1 | Anglia    | 3         |           |  |  |       |       |       |  |
|  |              |              | A2           | Hiszpania | 0  |           |           |           |  |  |       |       |       |  |
|  | A2           | Hiszpania    | A2           | Hiszpania | 0  | 2         |           |           |  |  |       |       |       |  |
|  | A2           | Hiszpania    |              |           |    |           |           |           |  |  |       |       |       |  |
|  | B2           | Włochy       | 1            |           |    |           |           |           |  |  |       |       |       |  |

#### Ćwierćfinały
| 7 października 2017 | Turcja | 2:1 po dogr. | Rosja | Turcja, Riva, Hasan Doğan Millî Takımlar Kamp ve Eğitim Tesisleri · |
|                     |        |              |       |                                                                     |

Podczas meczu ćwierćfinałowego Turcja-Rosja rosyjski gracz Szakbulatow po otrzymaniu czerwonej kartki (będącej konsekwencją drugiej żółtej) opuszczając boisko popchnął sędziego stojącego przy linii bocznej. Bezpośrednio po tym incydencie sędzia główny postanowił zakończyć mecz w 69. minucie (9. minucie drugiej połowy dogrywki), przy prowadzeniu Turcji 2:1. Rosyjska drużyna wycofała się z mistrzostw i nie pojawiła się w kolejnym meczu z Irlandią
| 7 października 2017 | Polska | 5:0 | Irlandia | Turcja, Riva, Hasan Doğan Millî Takımlar Kamp ve Eğitim Tesisleri · |
|                     |        |     |          |                                                                     |

| 7 października 2017 | Anglia | 2:0 | Francja | Turcja, Riva, Hasan Doğan Millî Takımlar Kamp ve Eğitim Tesisleri · |
|                     |        |     |         |                                                                     |

| 7 października 2017 | Hiszpania | 2:1 | Włochy | Turcja, Riva, Hasan Doğan Millî Takımlar Kamp ve Eğitim Tesisleri · |
|                     |           |     |        |                                                                     |

#### o miejsca 5-8
| 8 października 2017 | Francja | 0:1 | Włochy | Turcja, Riva, Hasan Doğan Millî Takımlar Kamp ve Eğitim Tesisleri · |
|                     |         |     |        |                                                                     |

| 8 października 2017 | Irlandia | wo. | Rosja | Turcja, Riva, Hasan Doğan Millî Takımlar Kamp ve Eğitim Tesisleri · |
|                     |          |     |       |                                                                     |

#### Półfinały
| 8 października 2017 | Turcja | 2:0 | Polska | Turcja, Riva, Hasan Doğan Millî Takımlar Kamp ve Eğitim Tesisleri · |
|                     |        |     |        |                                                                     |

| 8 października 2017 | Anglia | 3:0 | Hiszpania | Turcja, Riva, Hasan Doğan Millî Takımlar Kamp ve Eğitim Tesisleri · |
|                     |        |     |           |                                                                     |

#### Mecz o 7. miejsce
| 9 października 2017 | Francja | wo. | Rosja | Turcja, Riva, Hasan Doğan Millî Takımlar Kamp ve Eğitim Tesisleri · |
|                     |         |     |       |                                                                     |

#### Mecz o 5. miejsce
| 8 października 2017 | Irlandia | 0:2 | Włochy | Turcja, Riva, Hasan Doğan Millî Takımlar Kamp ve Eğitim Tesisleri · |
|                     |          |     |        |                                                                     |

#### Mecz o 3. miejsce
| 8 października 2017 | Polska | 3:1 | Hiszpania | Turcja, Riva, Hasan Doğan Millî Takımlar Kamp ve Eğitim Tesisleri · |
|                     |        |     |           |                                                                     |

#### Finał
| 8 października 2017 | Turcja | 2:1 | Anglia | Turcja, Stambuł, Vodafone Arena · |
|                     |        |     |        |                                   |

## Klasyfikacja końcowa
| Miejsce                        | Reprezentacja | Punkty | Mecze | Zwycięstwa | Remisy | Porażki | Br+ | Br- | +/− |
| ------------------------------ | ------------- | ------ | ----- | ---------- | ------ | ------- | --- | --- | --- |
| złoto                          | Turcja        | 18     | 6     | 6          | 0      | 0       | 26  | 2   | +24 |
| srebro                         | Anglia        | 15     | 6     | 5          | 0      | 1       | 16  | 2   | +14 |
| brąz                           | Polska        | 15     | 6     | 5          | 0      | 1       | 20  | 4   | +16 |
| 4.                             | Hiszpania     | 9      | 6     | 3          | 0      | 3       | 9   | 12  | -3  |
| Wyeliminowane w ćwierćfinale   |               |        |       |            |        |         |     |     |     |
| 5.                             | Włochy        | 10     | 6     | 3          | 1      | 2       | 8   | 5   | +3  |
| 6.                             | Irlandia      | 3      | 5     | 1          | 0      | 4       | 4   | 10  | -6  |
| 7.                             | Francja       | 4      | 5     | 1          | 1      | 3       | 5   | 8   | -3  |
| 8.                             | Rosja         | 6      | 4     | 2          | 0      | 2       | 13  | 3   | +10 |
| Wyeliminowane w fazie grupowej |               |        |       |            |        |         |     |     |     |
| 9.                             | Niemcy        | 8      | 6     | 2          | 2      | 2       | 9   | 13  | -4  |
| 10.                            | Gruzja        | 7      | 6     | 2          | 1      | 3       | 12  | 21  | -9  |
| 11.                            | Belgia        | 2      | 6     | 0          | 2      | 4       | 3   | 18  | -15 |
| 12.                            | Grecja        | 1      | 6     | 0          | 1      | 5       | 1   | 28  | -27 |